# Sebastian Jezierzański
Sebastian Jezierzański (ur. 9 lipca 1991) – polski zapaśnik walczący w stylu wolnym. Brązowy medalista mistrzostw Europy w 2022 i 2023; piąty w 2021. Zajął piąte miejsce na mistrzostwach świata w 2022. Triumfator igrzysk frankofońskich w 2013 roku. Zdobył osiem medali mistrzostw Polski.